# Nagyhódos
Nagyhódos è un comune dell'Ungheria di 131 abitanti (dati 2001). È situato nella contea di Szabolcs-Szatmár-Bereg.